# Naughty Little Doggie
Naughty Little Doggie è un album studio del 1996 di Iggy Pop.

## L'album
Questo è l'undicesimo album di Iggy Pop come solista.
Cronologicamente lo troviamo a metà degli anni novanta e rispetto a molti altri album dell'Iggy Pop solista passa più inosservato e rimane come un album di passaggio tra due stili.

## Tracce
1. I Wanna Live – 4:31
2. Pussy Walk – 3:47
3. Innocent World – 3:28
4. Knucklehead – 4:09
5. To Belong – 4:11
6. Keep on Believing – 2:29
7. Outta My Head – 5:36
8. Shoeshine Girl – 3:50
9. Heart Is Saved – 3:02
10. Look Away – 5:02

## Credits

### Cast artistico
- Percussioni - Larry Contrary
- Chitarra - Eric Schermerhorn
- Chitarra - Eric Mesmerize
- Chitarra Traccia 1 - The Mighty Whitey
- Chitarra Traccia 4 - Iggy Pop
- Basso - Hal Cragin
- Tastiere - Hal Cragin
- Tastiere Traccia 8 - Mr. Wonderful
- Voce - Iggy Pop

### Cast tecnico
- Arrangiatore - Thom Wilson
- Assistente Arrangiatore - Mike Ainsworth
- Arrangiatore Pre-Produzione - Chris Fosdick
- Addetto Masterizzazione - Eddy Schreyer
- Addetto Mixaggio - Thom Wilson
- Addetto Registrazione - Thom Wilson
- Produttore - Iggy Pop
- Co-Produttore - Thom Wilson